# Marianne Haslum
Marianne Haslum (ur. 31 stycznia 1974 w Lillehammer) – norweska, praworęczna curlerka.
Podczas mistrzostw w latach 1993, 1995, 1996, 2002 oraz 2002 zdobyła brązowy medal, a w 1997 oraz 2004 – srebrny. Dotychczas nie udało jej się zdobyć medalu na Zimowych Igrzyskach Olimpijskich dla Norwegii, gdzie zajmowała piątą lokatę (Nagano), siódmą (Salt Lake City) oraz czwartą (Turyn).

## Drużyna
- Dordi Nordby (skip)
- Marianne Rørvik (druga)
- Camilla Holth (otwierająca)
- Charlotte Hovring (rezerwowa)

## Statystyki
| Rok  | Zawody                      | Miejsce |
| ---- | --------------------------- | ------- |
| 1992 | Mistrzostwa Świata Juniorów | 6       |
| 1993 | Mistrzostwa Świata Juniorów | 6       |
| 1994 | Mistrzostwa Świata Juniorów | 5       |
| 1995 | Mistrzostwa Świata Juniorów | 8       |
|      | Mistrzostwa Europy          | 4       |
| 1996 | Mistrzostwa Świata          | 3       |
|      | Mistrzostwa Europy          | 5       |
| 1997 | Mistrzostwa Świata          | 2       |
|      | Mistrzostwa Europy          | 7       |
| 1998 | Igrzyska Olimpijskie        | 5       |
|      | Mistrzostwa Świata          | 4       |
|      | Mistrzostwa Europy          | 6       |
| 1999 | Mistrzostwa Świata          | 4       |
| 2001 | Mistrzostwa Świata          | 8       |
|      | Mistrzostwa Europy          | 5       |
| 2002 | Igrzyska Olimpijskie        | 7       |
|      | Mistrzostwa Świata          | 3       |
|      | Mistrzostwa Europy          | 3       |
| 2003 | Mistrzostwa Świata          | 4       |
|      | Mistrzostwa Europy          | 6       |
| 2004 | Mistrzostwa Świata          | 2       |
|      | Mistrzostwa Europy          | 3       |
| 2005 | Mistrzostwa Świata          | 3       |
|      | Mistrzostwa Europy          | 4       |
| 2006 | Igrzyska Olimpijskie        | 4       |
|      | Mistrzostwa Świata          | 7       |